# Godło III Rzeszy

Godło III Rzeszy i symbol NSDAP

Godło III Rzeszy (niem. Reichsadler, pol. Orzeł Rzeszy) – jeden z symboli państwowych nazistowskich Niemiec w latach 1935–1945.

## Historia
Godło państwowe III Rzeszy zostało wprowadzone „Rozporządzeniem w sprawie godła Rzeszy” w roku 1935 podpisanym przez Adolfa Hitlera, Wilhelma Fricka i Rudolfa Heßa, które formalnie zastępowało herb Republiki Weimarskiej. Wzorowane było na orłach legionów rzymskich.

## Symbolika
Godło przedstawiało czarnego orła (gapę) trzymającego w szponach wieniec z liści dębu, wewnątrz którego znajdowała się swastyka. Nieprzeciętnie szeroko rozłożone skrzydła oznaczały duży wpływ na sąsiadów. Gapa dzierżąca w szponach wieniec swastyki pojawiała się na dokumentach państwowych, murach urzędów oraz innych organizacjach państwowych.